# Mathias Klammer
Mathias Klammer (* 10. April 1988 in Lienz) ist ein österreichischer Schriftsteller.

## Leben
Nach Veröffentlichungen in Literaturzeitschriften und Anthologien erschien im März 2011 sein Debütroman Der Minimalismus der Dinge. Ein Jahr später wurde der Erzählband Nicht hier, nicht jetzt veröffentlicht, im Jahr 2014 folgte der Roman Ein guter Tag zum Fliegen im oberösterreichischen Arovell Verlag. Im Herbst 2016 erschien im Kölner Emons Verlag sein erster Kriminalroman mit dem Titel "Der Hofer und der letzte Schnee". "Die Tote aus Salzburg" (2018) stellt die Fortsetzung dieser in Salzburg angesiedelten Krimireihe dar. Neben Prosa-Arbeiten schreibt Klammer auch Theaterstücke und Lyrik.
Er studierte Kommunikationswissenschaft und Philosophie in Salzburg und Graz und lebt derzeit in der Stadt Salzburg. Seine bisherige literarische Arbeit wurde mit verschiedensten Stipendien und Auszeichnungen des österreichischen Bundeskanzleramtes sowie der Länder Tirol und Salzburg prämiert.

## Werke
Bücher:
- Der Minimalismus der Dinge. Roman. Arovell, Gosau/Salzburg/Wien 2011, ISBN 978-3-902547-32-3.
- Nicht hier, nicht jetzt. Erzählungen. Arovell, Gosau/Salzburg/Wien 2012, ISBN 978-3-902808-18-9.
- Ein guter Tag zum Fliegen. Roman. Arovell, Gosau/Salzburg/Wien 2014, ISBN 978-3-902808-77-6.
- Der Hofer und der letzte Schnee. Kriminalroman. Emons, Köln 2016, ISBN 978-3-95451-989-7.
- Die Tote aus Salzburg. Kriminalroman. Emons, Köln 2018, ISBN 978-3740802943.

Theaterstücke:
- Ruhe.Zeit.Still. Ein Drama in vier Akten. 2013